# Protógenes José Luft
Protógenes José Luft, SdC (Palmeira das Missões, 6 de maio de 1949) é um bispo católico brasileiro. É o segundo bispo da Diocese de Barra do Garças.

## Atividades exercidas antes do episcopado
Antes de ser consagrado bispo, Protogenes José Luft foi educador no Patronato São José, vigário paroquial na paróquia São Francisco Xavier em Itaguaí (1976-1977), formador no Patronato Santo Antônio, em Carazinho (1978-1982), superior de Comunidade Capão da Canoa (1983-1986) e Porto Alegre (1987-1992), diretor de Escola - EP Divina providência em Capão da Canoa e EP Dom Luis Guanella em Porto Alegre - pároco na paróquia Santa Cruz, em São Paulo (1994-1995) e superior provincial da Província Santa Cruz dos Servos da Caridade (1995-2000).

## Estudos realizados
Teologia
- Seminário Mons. Aurélio Bacciarini-Roma (1971-1974) e em 1975 PUC Porto Alegre - Ano de Pastoral.

Filosofia
- Educandário São Luiz - Porto Alegre-RS anos (1969-1970) curso interno.

Ensino médio
- Curso Colegial - Casa São José - Canela;
- Curso realizado nos anos de 1967 e 1968 (curso seminarístico).

Ensino fundamental e básico
- Estudo Primário - Escola São José - Chapada (1956-1960);
- 5º Ano de Admissão - Patronato Santo Antônio Carazinho-RS (1961);
- Curso Ginasial (1962-1965);
- Seminário Cristo Redentor - Santa Maria na Cidade dos Meninos - Camobi (1962-1964) e Casa Dom Guanella - Canela no ano 1965 (4º ano ginasial).

## Episcopado
O primeiro bispo de Barra do Garças, Dom Antônio Sarto, em virtude de problemas de saúde, solicitou à Santa Sé um bispo-coadjutor, tendo sido escolhido Dom Protogenes José Luft, então Superior Provincial da Província Santa Cruz dos Servos da Caridade. Ele foi ordenado em 26 de março de 2000 e tomou posse no dia 21 de maio desse mesmo ano. Tornou-se bispo diocesano no dia 23 de maio de 2001.